# Eddy Helmi Abdul Manan
Eddy Helmi Abdul Manan (Johor, Malasia, 8 de diciembre de 1979) es un exfutbolista de Malasia que jugaba en la posición de centrocampista.

## Carrera

### Club
| Periodo   | Club               | Apariciones | Goles |
| --------- | ------------------ | ----------- | ----- |
| 2001-2012 | Johor FC           | 175         | 35    |
| 2013-2014 | Negeri Sembilan FA | 29          | 1     |
| 2015      | Sime Darby FC      | 10          | 0     |

### Selección nacional
Jugó para Malasia en 30 ocasiones de 2002 a 2007 y anotó tres goles; participó en la Copa Asiática 2007 y en los Juegos Asiáticos de 2002.

## Logros
- Liga Perdana 2 (1): 2002